# Boháč a chudák
Boháč a chudák je pohádka českého spisovatele Karla Jaromíra Erbena.

## Děj
Pohádka vypráví o chudém a bohatém bratrovi. Jeden z bratrů je pasáček a jednoho dne, když hlídal bratrovi obilí na poli, spatřil bílou ženu. Zeptal se jí tedy, kdo je. Ona odpověděla, že je bratrovo Štěstí a stará se aby měl více obilí. Zeptá se jí tedy, kde se nalézá jeho štěstí, odpoví, že kdesi na východě. Rozhodl se tedy jíti do světa. Když odcházel nenadále vyskočila ze zápecí Bída a plakala i prosila, aby ji vzal taky s sebou. 

## Filmová adaptace
- Boháč a chudák – česká filmová pohádka režiséra Zdeňka Zelenky z roku 2005.

### Obsazení
- Jakub Prachař
- Michal Slaný
- Jiřina Bohdalová
- Václav Postránecký
- Jan Hrušínský
- Marika Šoposká
- Markéta Coufalová
- Jaroslav Plesl
- Zuzana Vejvodová
- Lucie Pemetová
- Alexej Okuněv
- Svatopluk Skopal
- Oldřich Vlach
- Jiří Datel Novotný
- Andrea Elsnerová
- Zdeněk Palusga
- Edita Zakravská